# Polychrysia trabea
Polychrysia trabea är en fjärilsart som beskrevs av Smith 1896. Polychrysia trabea ingår i släktet Polychrysia och familjen nattflyn. Inga underarter finns listade i Catalogue of Life.